# André Clot
André Clot (* 9. November 1909 in Grenoble; † 2002) war ein französischer Journalist, Historiker und Publizist.
Clot arbeitete von 1936 bis 1942 für die Nachrichtenagentur Agence Havas, von 1943 bis 1945 für Radio-Brazzaville und schließlich von 1945 bis zu seiner Pensionierung für die Agence France-Presse. Er lebte viele Jahre in der Türkei und in den Ländern des Vorderen Orients und galt als Islamkenner. Er publizierte Biografien islamischer Herrscher und Sachbücher zur Geschichte und Kultur islamischer Länder.

## Werk
- L’Espagne musulmane. VIIIe–XVe siècle. Perrin, Paris 1999, ISBN 2-262-01425-6.
  - deutsch: Al-Andalus. Das maurische Spanien. Aus dem Französischen von Harald Ehrhardt. Artemis & Winkler, Düsseldorf 2002, ISBN 3-538-07132-2. Neuausgabe: Das maurische Spanien. 800 Jahre islamische Hochkultur in Al Andalus. Albatros, Düsseldorf 2004, ISBN 3-491-96116-5.
- L’Egypte des Mamelouks: L’empire des esclaves 1250-1517. Perrin, 1999, ISBN 2-262-01030-7.
- Les Grands Moghols: Splendeur Et Chute, 1526-1707 . Plon, 1993, ISBN 2-259-02698-2.
- Mehmed II, le conquérant de Byzance (1432-1481). Perrin, 1990, ISBN 2-262-00719-5.
- Haroun al-Rachid et le temps des "Mille et une nuits". Fayard, Paris 1986, ISBN 2-213-01810-3. 
  - deutsch: Harun al-Raschid, Kalif von Bagdad. Aus dem Französischen von Sylvia Höfer. Artemis & Winkler, Düsseldorf 2001, ISBN 3-538-07125-X.
- Soliman Le Magnifique. Fayard, Paris 1983, ISBN 2-213-01260-1.